# Chi-Chi Rodríguez
Juan Antonio „Chi-Chi“ Rodríguez (* 23. Oktober 1935 in Río Piedras; † 8. August 2024 in Clearwater, Florida) war ein professioneller Golfspieler aus Puerto Rico. Er gewann acht Turniere auf der PGA Tour und wurde somit als erster Golfer Puerto Ricos in die World Golf Hall of Fame aufgenommen.

## Karriere
Rodríguez kam aus ärmlichsten Verhältnissen und verdiente sich als Kind sein Geld als Wasserträger. Nachdem er versehentlich einen Golfplatz betrat, nahm er wahr, dass andere Kinder mehr verdienten als er, indem sie Golftaschen trugen und als Caddie arbeiteten. Er begann hierauf selbst als Caddie zu arbeiten. Autodidaktisch bildete er sich durch Imitation mit einem Ast und einer Blechkanne, die er als Golfball verwendete, in der Golfschlagtechnik aus. Mit zwölf Jahren gelang es ihm eine 67 zu spielen. Geprägt durch diesen Opportunismus trat er an Laurance Rockefeller heran, der ihm 10.000 US-Dollar für einen Start auf der PGA-Tour gab. Dort platzierte er sich mehrfach in den Top 10 bei den Masters und der U.S. Open. 1973 spielte er im Ryder Cup für die USA. Auf der Champions Tour gewann er ab 1986 zwei Major-Titel und spielte zehn Jahre lang äußerst erfolgreich. Nach einer Begegnung mit Mutter Teresa gründete er die Chi-Chi Rodríguez Jugend Stiftung, deren Ziel es ist, jugendliche Opfer des Rechtsmissbrauches und misshandelte Kinder durch Golftraining zu fördern.